# Сенган (Тегеран)
Сенга́н (перс. سنگان‎) — село на севере Ирана, в остане Тегеран. Входит в состав шахрестана Тегеран. Является частью дехестана (сельского округа) Сулькан бахша Кан.

## География
Село находится в северо-западной части остана, в пределах горной системы Эльбурс, на расстоянии приблизительно 9 километров (по прямой) к северу от Тегерана. Абсолютная высота — 1948 метров над уровнем моря.

## Население
По данным переписи 2006 года население села составляло 749 человек (415 мужчин и 334 женщины). В Сенгане насчитывалось 195 домохозяйств. Уровень грамотности населения составлял 74,5 %. Уровень грамотности среди мужчин составлял 77,4 %, среди женщин — 71 %.